# Giuseppe Consoli Guardo
Giuseppe Consoli Guardo (Catania, 10 ottobre 1919 – Milano, 20 gennaio 2010) è stato un archeologo, restauratore, museologo, critico d'arte e pittore italiano funzionario della Sovrintendenza ai Monumenti e storico dell’arte del Rinascimento.

## Biografia
Conseguita la laurea in Lettere moderne all'Università degli Studi di Catania e la Specializzazione in Discipline archeologiche e storico-artistiche presso l'Istituto Nazionale di Archeologia e Storia dell'Arte e Istituto Centrale del Restauro a Roma, dal 1948 al 1974 ha percorso la carriera scientifico-direttiva delle Sovrintendenze dello Stato; inizialmente ha curato campagne archeologiche in Abruzzo e Molise e successivamente la direzione di restauri monumentali in Sicilia, Liguria e cicli di affreschi in Lombardia.
Ha diretto il Museo Nazionale di Messina dal 1968 al 1972, per poi definitivamente rientrare alla Sovrintendenza alle Gallerie di Milano.
Dal 1975 si è dedicato ad indagini sistematiche sull’arte europea del Rinascimento ed in particolare su Antonello da Messina.
Ha collaborato con diverse riviste del settore fra le quali 'Chiarezza', 'Nuova Corrente', 'Arte Lombarda', 'Arte Antica e Moderna', 'Cronache di Archeologia e di Storia dell'Arte', 'Prospettive d'Arte', 'Archivio Storico Messinese', 'Fine Arts', 'Arteincontro in libreria'.

## Opere
- "I ’Giuochi’ Borromeo e il Pisanello" (Il Milione, Milano, 1966)
- "El ‘servo’ del ‘Trionfo’ Sclafani" (Arte Antica e Moderna, 1966 n. 33)
- "Antonello e Spicre: una ipotesi sul ‘Trionfo della Morte’ di Palazzo Sclafani" (Cronache di * Archeologia e di Storia dell’Arte, 1966, n.5)
- "Il Museo Regionale di Messina" Catalogo (Calderini, Bologna, 1980)
- "La ‘bufala’ del Summonte" (Quasar, Roma, 1996)
- ‘"Antonello, fuori dai luoghi comuni" (Bocca, Milano, 2001).

| Controllo di autorità | CONOR.SI (SL) 204548963 |